# Dance with Me (filme)
Dance with Me (Brasil: No Ritmo da Dança / Portugal: Dança Feroz) é um filme de drama romântico e musical estadunidense de 1998 dirigido por Randa Haines. Com protagonização de Vanessa L. Williams e Chayanne, o romance foi lançado em 21 de agosto do mesmo ano. O enredo segue um jovem de Santiago de Cuba  que viaja para Houston para encontrar o pai e se apaixona por uma professora de dança, enquanto se preparam para um campeonato em Las Vegas.
As cenas de Cuba foram filmadas na República Dominicana.

## Elenco
- Vanessa L. Williams como Ruby Sinclair
- Chayanne como Rafael Infante. Chayanne representa um cubano no filme, mas na vida real ele é de Porto Rico[1]
- Kris Kristofferson como John Burnett
- Joan Plowright como Bea Johnson
- Jane Krakowski como Patricia Blac, Krakowski representa uma dançarina amadora mas na vida real é também uma bailarina profissional[1]
- Beth Grant como Lovejoy
- Harry Groener como Michael. Na vida real Groener é um ator e dançarino de musicais da Broadway[1]
- Rick Valenzuela como Julian Marshall. Na vida real Valenzuela é um dançarino profissional. Ele foi responsável pelo desenvolvimento do figurino de Vanessa Williams para a cena do campeonato[1]
- Chris Muir como figurante

Os bailarinos do campeonato em Las Vegas eram, na verdade, antigos campeões de dança.

## Trilha sonora
1. Magalenha (03:39)

Sérgio Mendes

2. Heaven's What I Feel [Dance Mix] (05:09)

Gloria Estefan

3. You Are My Home (05:10)

Vanessa Williams; Chayanne

4. Jibaro [Dance With Me '98 Remix] (04:36)

Electra

5. Fiesta Pa' Los Rumberos (05:03)

Albita

6. Want You, Miss You, Love You (04:01)

Jon Secada

7. Jazz Machine (03:31)

Black Machine

8. Echa Pa' Lante (03:53)

Thalía

9. Atrévete [No Puedes Conmigo] (04:11)

DLG

10. Eres Todo en Mí [You're My Everything] (05:13)

Ana Gabriel

11. Refugio de Amor [You Are My Home] (Salsa) (05:30)

Vanessa Williams; Chayanne

12. Tres Deseos [Three Wishes] [12 Remix] (05:00)

Gloria Estefan

13. Patria (04:10)

Ruben Blades